# Oh Joy. Oh Rapture.
Oh Joy. Oh Rapture. är det svenska rockbandet Serial Cynics andra EP, utgiven 1998 på skivbolaget Startracks. Skivan utgavs i CD-formatet.

## Låtlista
1. "Hannibal"
2. "S.A.D. (Seasonal Affected Disease)"
3. "Catharse"
4. "Cheap Meat"

## Medverkade
- Anna Wagner - bas, sång
- Malin Olsen - trummor
- Malin Franzén - gitarr, sång

### Fotnoter
1. ↑  ”Oh Joy. Oh Rapture.”. Discogs.com. http://www.discogs.com/Serial-Cynic-Oh-Joy-Oh-Rapture/release/2754003. Läst 15 september 2012.